# Albert Booth
Albert Edward Booth (ur. 28 maja 1928, zm. 6 lutego 2010), brytyjski polityk, członek Partii Pracy, minister w rządzie Jamesa Callaghana.
Wykształcenie odebrał w Marine School w South Shields oraz w Rutherford College of Technology na Northumbria University. W latach 1962–1965 zasiadał w radzie hrabstwa Tynemouth. W 1964 r. podjął nieudaną próbę dostania się do Izby Gmin z okręgu Tynemouth. Do parlamentu dostał się w 1966 r. wygrywając wybory w okręgu Barrow-in-Furness. W Izbie Gmin zasiadał do 1983 r. W latach 1976–1979 był ministrem zatrudnienia, a w latach 1983–1984 skarbnikiem Partii Pracy.